# 両親への手紙ビデオ
両親への手紙ビデオ（りょうしんへのてがみビデオ）は結婚披露宴の演出のひとつとして行われる、新婦の両親への手紙をビデオにて上映する手段。両親への手紙の文字と共に、思い出の写真と音楽を映像にし披露宴会場で上映する。上映後のビデオは両親へのサプライズギフトとして使われることもある。最近の結婚披露宴では人気演出の一つになった。